# إيزابيل دينوار
إيزابيل دينوار (بالفرنسية: Isabelle Dinoire)‏ ـ (1967 ـ 22 أبريل 2016) هي امرأة فرنسية، كانت أول من خضع لجراحة زراعة وجه جزئية، وذلك بعد أن هاجمها كلبها ـ وهو من نوع لابرادور ريتريفر ـ ومزّق وجهها في مايو 2005.

## الجراحة
خضعت إيزابيل دينوار في 27 نوفمبر 2005 لجراحة استغرقت 15 ساعة في أحد مستشفيات مدينة أميان، زرع فيها الجرّاحون ـ برئاسة برنار ديفوشيل، ويعاونه جان-ميشيل دوبرنار ـ الأنف والشفتين والذقن من متبرعة ميتة دماغيًا.

## وفاتها
توفيت إيزابيل دينوار في أبريل 2016، عن عُمر ناهز التاسعة والأربعين، إلا أن أسرتها لم تعلن عن وفاتها إلا بعد أربعة أشهر، لأسباب تتعلق بالخصوصية.
وفقًا لجريدة لو فيغارو، فقد رفض جسم دينوار الوجه المزروع سنة 2015، "ففقدت وظيفة شفتيها جزئيًا"، كما جعلتها أدوية كبت المناعة التي كان عليها أن تتعاطاها باستمرار عُرضة للإصابة بالسرطان، فأصيبت بالفعل ـ وفقًا لرواية الصحيفة ـ بنوعين من السرطان.